# Die Fermate
Die Fermate ist eine Musikernovelle von E. T. A. Hoffmann, die im Januar/Februar 1815 entstand und gegen Ende desselben Jahres im „Frauentaschenbuch für das Jahr 1816“ bei Schrag in Nürnberg vorabgedruckt wurde. 1819 erschien der Text im ersten Abschnitt des ersten Bandes der Sammlung „Die Serapionsbrüder“ bei G. Reimer in Berlin.
Thematisiert wird eine Künstlergenese als Selbstfindungsprozedur. Der Komponist Theodor erinnert sich seiner musikalischen Erweckung in Jugendjahren und sinniert aus dem Anlass über die titelgebende Kunst des Innehaltens. Nach Safranski ist das Ganze „eine pittoresk-heitere Geschichte über das Mißlingen der Vollendung“ und nach Schulz „das komisch-leichte Gegenstück zur Trägödie Krespels“.

Notenschrift: Das Ruhezeichen Fermate

## Handlung

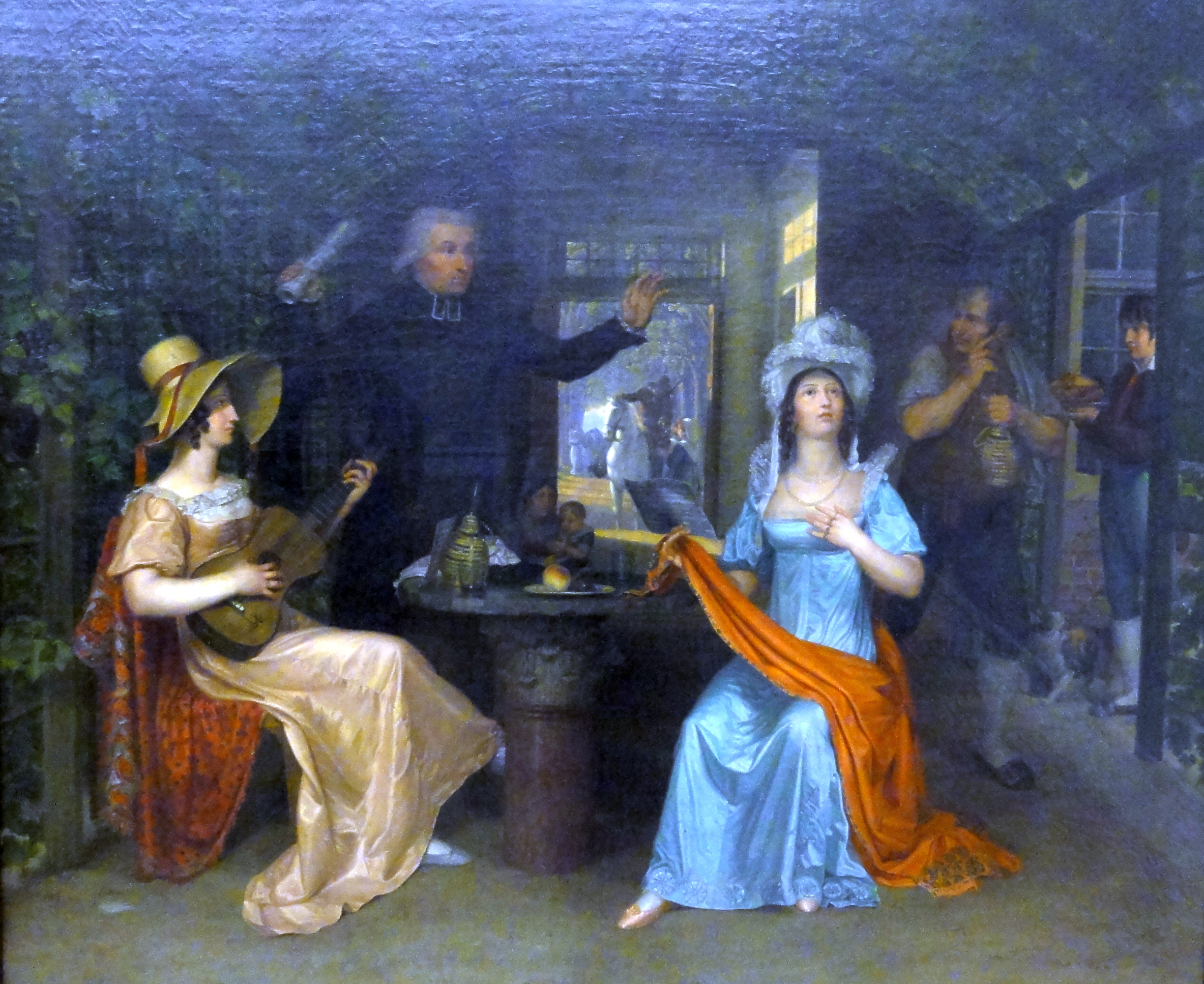
J. E. Hummel: Die Fermate, ca. 1814

Der Serapionsbruder Theodor (das ist E. T. A. Hoffmann) liest aus seinem Manuskript: Im Herbst 1814 stehen die beiden Freunde Eduard und Theodor in der Berliner Kunstausstellung vor Hummels Gemälde „Die Fermate“. Darauf musizieren in einer römischen Gaststätte zwei Italienerinnen und ein Geistlicher. Letzterer spielt für die Gitarristin und die Sängerin den Dirigenten, der gerade eine Fermate markiert. Theodor versenkt sich in die Szenerie, bis er sich als jener Dirigent wähnt und die Italienerinnen für Lauretta und Teresina hält. Theodor, noch ganz benommen von seiner Träumerei, wird von Eduard in das italienische Stübchen Sala Tarone – Unter den Linden 32, Ecke Charlottenstraße – geführt. Dort erzählt Theodor dem Freunde bei einer Flasche Wein seine Geschichte von Lauretta und Teresina.
Als 19-Jähriger begegnet er den zwei schlanken, hochgewachsenen Italienerinnen in seinem Vaterstädtchen in der deutschen Provinz. Als Lauretta singt, wird Theodors „innere Musik, so lange tot und starr, entzündet“. Verzaubert und begeistert zugleich lauscht er darauf  Duetten vom Abbate Steffani, vorgetragen von den beiden Schwestern. Theodor kann sich von seinem Ideal Lauretta nicht trennen und begleitet die beiden Damen in die Residenz. Während des Konzertes dort, Theodor begleitet die Italienerinnen auf dem Flügel, verdirbt er es mit seiner Angebeteten. Theodor bricht die letzte Fermate verfrüht ab und stiehlt Lauretta die Show – einen ihrer sonst lang anhaltenden Harmonika-Triller. Weil Theodor von Lauretta abgekanzelt wird, will er nach Hause, doch Teresina gelingt die Annäherung an den jungen Mann. Lauretta gibt sich verärgert. Als zufälliger Ohrenzeuge eines Gesprächs unter Italienern wird Theodor gewahr, er wird für einen deutschen Tollpatsch gehalten und ausgenutzt.
Jahre später in der Umgebung Roms – Theodor wird von den Italienern inzwischen Signor Maestro tituliert – begegnet er den Schwestern in einer wohlbekannten Szene wieder. Lauretta schimpft und flucht. Erneut wurde ihr mitten in der Fermate der Trillo abgeschnitten. Diesmal ist ein gewisser Abbate Ludovico – ganz wie auf Hummels Gemälde – während des Vortrags einer Canzonetta von Anfossi der Übeltäter. Als die wutschnaubende Lauretta des Compositore Teodoro ansichtig wird, ist aller Streit vergessen.
Reich an Kunsterfahrung sieht Theodor die inzwischen gealterten Schwestern nach vierzehn Jahren der Trennung mit anderen Augen. Lauretta ist nicht mehr schlank. Ihr Gesang enttäuscht Theodor. Da will Musik ersterben, die im Innern des Komponisten aus Jugendjahren weiterlebte.
Beide Freunde stoßen trotz alledem auf das Wohl der beiden Schwestern an, verlassen das Stübchen Sala Tarone Unter den Linden und sind sich einig, die erste Liebe vergeht – auch im Komponisten. Es bleibt aber davon „ein himmelherrlicher Ton und der lebt fort in ewiger Jugendfülle und Schönheit und aus ihm werden die Melodien geboren“.

## Zitat
Zur späten Wiederbegegnung des unglücklichen Musikers Theodor mit Lauretta: „Glücklich ist der Komponist zu preisen, der niemals mehr im irdischen Leben die wiederschaut, die mit geheimnisvoller Kraft seine innere Musik zu entzünden wußte.“

## Rezeption
- Eichendorff geht 1826 in seinem „Taugenichts“ überaus konkret auf den Text ein: „Barbar! rief ihm einer von dem runden Tische zu, du rennst da mitten in das sinnreiche Tableau von der schönen Beschreibung hinein, welche der selige Hoffmann, Seite 347 des ›Frauentaschenbuchs für 1816‹, von dem schönsten Hummelschen Bilde gibt, das im Herbst 1814 auf der Berliner Kunstausstellung zu sehen war!“[10]
- Bei Segebrecht[11] finden sich Einzelheiten.
- Zu Textbeginn will Theodor seinen Freund und den Leser glauben machen, das Hummelsche Gemälde widerspiegele Wirklichkeit in dem Sinne: Theodor habe das auf dem Bild Dargestellte wirklich erlebt.[12] Auf diese Weise hält E. T. A. Hoffmann die Spannung.[13]
- Kaiser[14] nennt Arbeiten von James M. McGlathery (1978), Ernst Scheyer (1973) und Christoph E. Schweitzer (1973).
- Schulz philosophiert über „die Totalität der zeitlosen göttlichen Kunst“[15]: Der interpretierende Dirigent wirkt, indem er die Zeitdauer der Fermate stimmig festlegt, künstlerisch. Bei alledem bleibe der Künstler in der Zeit gefangen.
- Ob seiner – modern gesprochen – multimedialen Text-Referenzen entsteht noch knapp zweihundert Jahre nach E. T. A. Hoffmanns Niederschrift manch breitgefächerte Abhandlung, wie zum Beispiel die von Danica Krunic (siehe unter „Weblinks“).

### Die Erstausgabe in den Serapionsbrüdern
- Die Fermate in: Die Serapionsbrüder. Gesammelte Erzählungen und Mährchen. Herausgegeben von E. T. A. Hoffmann. Erster Band. Berlin 1819. Bei G. Reimer. 604 Seiten[16]

### Verwendete Ausgabe
- E. T. A. Hoffmann: Die Fermate. S. 71–94 in: Wulf Segebrecht (Hrsg.): E. T. A. Hoffmann: Die Serapions-Brüder. Deutscher Klassiker Verlag im Taschenbuch. Bd. 28. Frankfurt am Main 2008, ISBN 978-3-618-68028-4 (entspricht: Bd. 4 in: Wulf Segebrecht (Hrsg.): „E. T. A. Hoffmann: Sämtliche Werke in sieben Bänden“, Frankfurt am Main 2001)

### Sekundärliteratur
- Peter von Matt: Die Augen der Automaten. E. T. A. Hoffmanns Imaginationslehre als Prinzip seiner Erzählkunst. Max Niemeyer Verlag, Tübingen 1971, ISBN 3-484-18018-8.
- Rüdiger Safranski: E. T. A. Hoffmann. Das Leben eines skeptischen Phantasten. 2. Auflage. Fischer-Taschenbuch-Verlag, Frankfurt am Main 2001 (1. Aufl. 1984), ISBN 3-596-14301-2.
- Gerhard R. Kaiser: E. T. A. Hoffmann. Metzler, Stuttgart 1988, ISBN 3-476-10243-2. (Sammlung Metzler; 243; Realien zur Literatur)
- Helmut de Boor, Richard Newald: Geschichte der deutschen Literatur von den Anfängen bis zur Gegenwart. Band 7: Gerhard Schulz: Die deutsche Literatur zwischen Französischer Revolution und Restauration. Teil 2: Das Zeitalter der Napoleonischen Kriege und der Restauration. 1806–1830. Beck, München 1989, ISBN 3-406-09399-X.

## Anmerkung
1. ↑  E. T. A. Hoffmann geht noch viel weiter. Er lässt Theodor dem Freunde gegenüber behaupten: „Übrigens siehst du, daß die Gesellschaft, zu der ich trat, eben diejenige ist, welche Hummel malte und zwar in dem Moment, als der Abbate eben im Begriff ist, in Lauretta's Fermate hineinzuschlagen.“ (Verwendete Ausgabe, S. 90, 4. Z. v. o.)